# Не беспокоить (фильм, 2010)
«Не беспокоить» (англ. Do Not Disturb, также «Отель „Новый терминал“» англ. New Terminal Hotel) —  американский фильм ужасов 2010 года режиссёра БиСи Фертни. Первоначально фильм был выпущен 23 марта 2010 года под названием «Отель „Новый терминал“», но был отредактирован для выпуска на DVD позднее и был выпущен 6 августа 2013 года компанией Image Entertainment как «Не беспокоить». Для Кори Хэйма фильм стал одной из последних работ перед его смертью в 2010 году.

## Сюжет
Когда девушка главного героя оказывается убита, Дон Малек (Стивен Джеффрис) отправляется мстить тем, кто привели её к смерти.

## В ролях
- Стивен Джеффрис — Дональд Малек
- Эзра Баззингтон — Шпиц
- Энтони Коллиано — Стэнли Глиссберг
- Роберт ДиДонато — детектив Дом Туркович
- Джеймс Грабовски — Картер Бол
- Кори Хэйм — Джаспер Крэш
- Тиффани Шепис — Ава Коллинс
- Лаура Хофтчер — Кэтрин (в титрах Лаура Ли)
- Сэм Никотеро — ДиАнжело
- Тара Сукустис — Ребека
- Джереми Мун — официант
- Даниэль Фортуэнглер — проститутка

## Производство
Фертни первоначально начал работать над фильмом под названием «Отель „Новый терминал“». Фильм был снят в Вашингтоне, штат Пенсильвания, в отеле «Джордж Вашингтон». Съемки фильма привлекли внимание средств массовой информации, поскольку гостиничный номер, в котором проводились съёмки, был ошибочно принят за место преступления: в 2012 году в отеле случился пожар, а прибывшие на место пожарные, увидев густо забрызганный кровью номер, вызвали полицию. Позднее выяснилось, что хозяин отеля не стал убираться в номере, решив, что он может понадобиться на досъёмках. Фильм вышел в свет в 2010 году, но не был тепло воспринят.
В 2013 году права на фильм были куплены компанией Image Entertainment, которая выпустила фильм на DVD под названием «Не беспокоить». Фертни удалил около 15 минут хронометража в этой версии фильма.